# Отделение «Выход»
Отделение «Выход» — российский лейбл, музыкальное издательство, специализирующееся на советской и российской рок-музыке, в том числе на её ценных раритетах.
Лейблом руководит Олег Коврига.
Слово «отделение» в названии взято по аналогии с лейблом Мамонова «Отделение Мамонов», а слово «выход» — из песни Умки «Где же выход?». Изображение на логотипе взято с обложки альбома «Не могу кончить» группы Выход работы Ирины Линник.

## История
Проект «Отделение „ВЫХОД“» возник в рамках независимой фирмы грамзаписи «ТАУ Продукт» в 1993 году. Олег Коврига, его руководитель, сделал ставку на издание музыкальных альбомов на компакт-дисках и аудиокассетах, а не на грампластинках. Первым CD-релизом стал альбом «Выхода нет» питерской группы «Выход», презентация которого состоялась 1 мая 1994 года. Однако окончательное разделение «Отделения „Выход“» и «ТАУ Продукта» произошло только в 1995 году.
Вторая половина 1990-х стала весьма плодотворным временем для «Отделения „Выход“». Благодаря лейблу на компакт-дисках были изданы дискографии групп «Зоопарк» и «Ноль», а также антология Александра Башлачёва в семи частях. Увидели свет и официальные издания таких раритетных альбомов, как «Золотой диск» московской арт-группы «Мухоморы» или работы Ольги Першиной и Святослава Задерия. Ещё одним направлением стало издание записей с фестивалей Ленинградского рок-клуба и отдельно концертов таких мэтров русского рока, как Майк, Цой или группа «Аквариум».
В числе действующих музыкантов, сотрудничающих с «Отделением „Выход“» с 1990-х, Ольга Арефьева и группа «Ковчег», Вадим Курылёв, Пётр Мамонов, Ник Рок-н-ролл, Андрей Сучилин (экс-«До мажор»), Алексей Хвостенко, Фёдор Чистяков, группы «Адаптация», «Выход», «Дочь Монро и Кеннеди», «Облачный край», «Рада и Терновник», «Разные Люди», «Тамбурин», «Умка и Броневичок», различные составы «Автоматических удовлетворителей», арт-группа «Митьки».
В настоящее время лейбл не отказывается от сотрудничества с молодыми музыкантами постсоветской эпохи (EXIT Project, «Ривущие Струны», «Происшествие» и др.), а также выпускает работы в жанре spoken word (аудиокнига Ольги Арефьевой «Смерть и приключения Ефросиньи Прекрасной», «Растаманские народные сказки» Дмитрия Гайдука, концертные выступления Дмитрия Пригова и др.). Было выпущено даже несколько альбомов академического музыканта-ударника Марка Пекарского. Ценность для любителей русского рока представляют архивные студийные и концертные записи таких музыкантов, как Веня Д’ркин, Янка, группы «Дети», «Комитет Охраны Тепла» и «Хмели-Сунели».
В 2013 году «Отделение „Выход“» устроило в честь своего 20-летия серию концертов в Москве. В них участвовали артисты, сотрудничающие с лейблом: «Умка и Броневик», «Выход», Фёдор Чистяков, «Дочь Монро и Кеннеди» и другие.
В 2022 году «Отделение „Выход“» начало издание на виниле ремастерированной коллекции альбомов группы Nautilus Pompilius.